# Sabaethis subflava
Sabaethis subflava är en insektsart som först beskrevs av Melichar 1902.  Sabaethis subflava ingår i släktet Sabaethis och familjen Flatidae. Inga underarter finns listade i Catalogue of Life.